# Isola Srednij (Isole Curili)
Isola Srednij (in russo остров Средний; in italiano "isola in mezzo") è una piccola isola russa che fa parte dell'arcipelago delle isole Curili meridionali ed è situata nell'oceano Pacifico. L'isola è nella piccola catena delle Curili (Малая Курильская гряда) situata al centro della baia Dimitrova (бухта Димитрова) lungo la costa sud-orientale dell'isola di Šikotan. Il suo nome è in relazione alla posizione centrale nella baia Dimitrova, al cui ingresso si trova l'isola Dal'nij ("isola lontana").
Amministrativamente fa parte del Južno-Kuril'skij rajon dell'oblast' di Sachalin, nel Circondario federale dell'Estremo Oriente.